# Astrel
Astrel – szwedzka czternastodziałowa szkuta przełomu XVII i  XVIII wieku.
W czasie zwycięskiej dla Rosji bitwy morskiej przy ujściu Newy 5 maja 1703 poddała się bombardierowi Piotrowi Aleksiejewiczowi oraz porucznikowi Mienszykowowi.